# Iyanbito
Iyanbito es un lugar designado por el censo ubicado en el condado de McKinley en el estado estadounidense de Nuevo México. En el Censo de 2020 tenía una población de 1193 habitantes y una densidad poblacional de 48,28 habitantes por km². Fue incluido como CDP en el censo de 2020.

## Geografía
Iyanbito se encuentra ubicado en las coordenadas 35°30′55″N 108°29′16″O / 35.51528, -108.48778. Según la Oficina del Censo de los Estados Unidos,  tiene una superficie total de 24,71 km², todos correspondientes a tierra firme.